# Klaus Mutschler
Klaus Mutschler (né le 8 juin 1977 à Merzig,) est un coureur cycliste allemand, actif dans les années 1990 et 2000. Ancien professionnel, il a notamment remporté deux étapes du Circuit des Mines en 2003 avec le SC Sarreguemines. Il a également obtenu de bons résultats sur piste.

## Palmarès sur route
- 2003
  - Troyes-Dijon
  - Tour du Charolais
  - 2e (contre-la-montre) et 6e étapes du Circuit des Mines
  - 3e de Dijon-Auxonne-Dijon

## Palmarès sur piste

### Coupe du monde
- 1997
  - 3e de la poursuite par équipes à Quartu Sant'Elena

### Championnats du monde juniors
- Forli 1995
  -  Médaillé d'argent de la poursuite par équipes

### Championnats nationaux
- 1996
  - 3e du championnat d'Allemagne de poursuite par équipes